# Sjögalund
Sjögalund är en bebyggelse öster om Kinna omkring södra ändan av Marsjön i Marks kommun. Från 2023 avgränsar SCB här en småort. 